# بزن بریم براندون (ترانه)
«بزن بریم براندون» (انگلیسی: Let's Go Brandon) یک آهنگ اعتراضی است که به‌صورت تک آهنگ توسط لوزا الکساندر، خواننده رپ اهل ایالات متحده آمریکا، منتشر شد که از چهل و ششمین رئیس‌جمهور ایالات متحده آمریکا، جو بایدن، انتقاد می‌کند. عنوان آن (که در گروه کر تکرار می‌شود) بر اساس "Let's Go Brandon"، یک شعار سیاسی و یک میم اینترنتی است که به عنوان یک جایگزین و حسن تعبیر برای شعار صریح‌تر لعنت به جو بایدن (به انگلیسی: Fuck Joe Biden) در اعتراض به جو بایدن استفاده می‌شود. این اثر در هفته آخر ماه اکتبر ۲۰۲۱ منتشر شد.
شعارهای «لعنت به جو بایدن» برای اولین بار در رویدادهای ورزشی در اوایل سپتامبر ۲۰۲۱ شنیده شد. شعار «بزن بریم براندون» در تاریخ ۲ اکتبر ۲۰۲۱ و زمانی شکل گرفت که گزارشگری به نام کِلی استاواست، در حالی که مشغول مصاحبه با براندون براون (راننده مسابقات اتومبیل‌رانی) بود، شعار «لعنت به جو بایدن» که توسط تماشاگران در حین این مصاحبه فریاد زده می‌شد را به شکلی نادرست و با عنوان «بزن بریم، براندون» تعبیر کرد که این موضوع با واکنش‌های زیادی روبه‌رو شد.
موزیک ویدیوی لوزا که با کلاه قرمز «موزیک را دوباره عالی کن» با اشاره به شعار تبلیغاتی «آمریکا را دوباره عالی کن» (به انگلیسی: Make America Great Again) که یک شعار انتخاباتی میان سیاستمداران آمریکایی است و در انتخابات ریاست جمهوری سال ۲۰۱۶ توسط دونالد ترامپ محبوب شد، در حمایت از ترامپ و همچنین برگرفته از ماجرای مصاحبه تلویزیونی جنجالی ۲ اکتبر ۲۰۲۱، در انتقاد از بایدن می‌باشد.

## نمودار امتیاز
| نمودار (۲۰۲۱)                          | امتیاز |
| -------------------------------------- | ------ |
| ۲۰۰ آهنگ جهانی (بیلبورد)               | ۹۸     |
| بیلبورد هات ۱۰۰ آمریکا                 | ۳۸     |
| ترانه‌های داغ آراندبی/هیپ-هاپ (بیلبورد) | ۱۰     |